# Familia Clayhanger
Los Clayhanger (en español, Arcillero), son una familia de hobbits en los apéndices de la novela El Señor de los Anillos de J. R. R. Tolkien. Su único miembro conocido fue Lalia Clayhanger.
Lalia Clayhanger o Lalia tuk fue el único miembro conocido de la familia Clayhanger, se casó con Fortinbras II Tuk y de esta unión Tuk-Clayhanger nació Ferumbras III.

## Etimología
Clayhanger, es un topónimo Inglés, es el nombre de tres aldeas de Inglaterra (un en la región de West Midlands, una en Cheshire y una en Devon). Viene de «OE clǣghangra», "ladera boscosa arcillosa".  El nombre sería probable que fuera usado para una familia que reside en una pendiente boscosa arcillosa.